# Bocula lutosa
Bocula lutosa là một loài bướm đêm trong họ Noctuidae.